# Nokia 5800 XpressMusic
Nokia 5800 XpressMusic – smartfon koncernu Nokia. Po raz pierwszy zaprezentowano go 2 października 2008, a w sprzedaży pojawił się 27 listopada 2008. Telefon otrzymał nazwę kodową "Tube" i jest pierwszym urządzeniem z systemem operacyjnym Symbian na platformie S60 z dotykowym wyświetlaczem. Urządzenie należy do serii XpressMusic nastawionej na funkcje multimedialne. Ekran telefonu został wykonany w technice oporowej (rezystancyjnej), który reaguje na siłę nacisku.
Urządzenie posiada tryb kompatybilności z programami w javie niemającymi wsparcia dla dotykowych wyświetlaczy. W trybie tym część wyświetlacza służy jako klawiatura z klawiszami niezbędnymi do obsługi programu.
23 stycznia 2009 Nokia ogłosiła sprzedaż milionowego egzemplarza telefonu, mimo że nie był on w pełni dostępny na całym świecie. W raporcie z pierwszego kwartału, opublikowanym 16 kwietnia 2009, ogłoszono sprzedaż 2,6 mln egzemplarzy telefonu w tym okresie. W drugim kwartale sprzedano 3,7 mln egzemplarzy, co dało ponad 6,8 mln egzemplarzy od momentu premiery urządzenia (raport za drugi kwartał opublikowano 16 lipca 2009 roku).
Wraz ze zmianą wersji firmware'u na V20.0.012 podniesiona została częstotliwość taktowania procesora z 369 na 434 MHz - taką samą posiada Nokia N97. Niemniej dopiero od wersji V30 można spostrzec przyrost wydajności. 13 stycznia 2010 opublikowano kolejną wersję oprogramowania - V40.0.005. Poprawiono w niej błędy, dodano nowe funkcje i zwiększono wydajność urządzenia. Najbardziej rzucającą w oczy zmianą jest tzw. kinetyczne przewijanie do wszystkich menu poza menu głównym i menu aplikacji, poprawiono również ekran główny. W nowym ekranie głównym pojawiła się tzw. karuzela umożliwiająca przypisanie do dwudziestu kontaktów i dodatkowo czterech skrótów do programów. 20 kwietnia 2010 pojawiła się kolejna wersja oprogramowania – V50.0.005. Oto lista zmian, nowości które się w niej pojawiły:
- Kinetyczne przewijanie menu
- Gimlet Touch 2.2
- Ovi Sync 2.0
- Przeglądarka w wersji 7.2
- Lifecasting (z Maps 3.0T SR3.0)
- Ovi Store 1.5.6
- Ovi Music
- Ovi contacts 1.50.8
- Poprawa jakości zdjęć robionych wbudowanym aparatem
- Szybsze odświeżanie muzyki
- Ulepszona współpraca z Windows 7

Aktualną wersją oprogramowania dla Nokii jest wersja v60.0.03 wydana w październiku 2011 roku.

## Inne parametry
- XHTML
- GPS (wbudowany moduł)
- WAP 2.0
- HSCSD
- HSDPA
- EDGE klasa 32
- GPRS klasa 32
- Radio z RDS-em
- Wyjście TV
- AGPS
- Nagrywanie wideo VGA (640x480 px) 30 klatek/sek.
- RSS
- Czujnik zmiany położenia (akcelerometr)
- Automatyczna zmiana orientacji wyświetlacza
- Rozpoznawanie pisma
- Odtwarzane formaty MP3, AAC, AAC+, eAAC+, MP4, M4A, WMA, Mobile XMF, SP-MIDI, AMR (NB-AMR), RealAudio (7,8,10) True tones (WB-AMR), WAV